# Кольонен, Тойво
Тойво Харальд Кольонен (фин. Toivo Harald Koljonen) (12 декабря 1910, Лахти — 21 октября 1943, Маариа, Турку) — преступник, который, сбежав из тюрьмы в Хуйттинен, в апреле 1943 убил топором в деревне Кархиниеми семью из пяти человек и их соседку. Известен тем, что является последним гражданским лицом, приговорённым к смертной казни в Финляндии. Предыдущий смертный приговор гражданскому был исполнен в 1825 году. Преступник получил прозвище Кольонен-топор.

## Биография
В молодости Кольонен был разнорабочим, колеся по Южной Финляндии и постоянно совершая мелкие преступления. В конце 1930-х Кольонен вступил в оказавшимся недолгим брак с некой домработницей, в браке родилось двое детей. В 1941 за многочисленные кражи суд в Хельсинки приговорил Кольонена к четырем с половиной годам исправительных работ.

## Побег и убийство

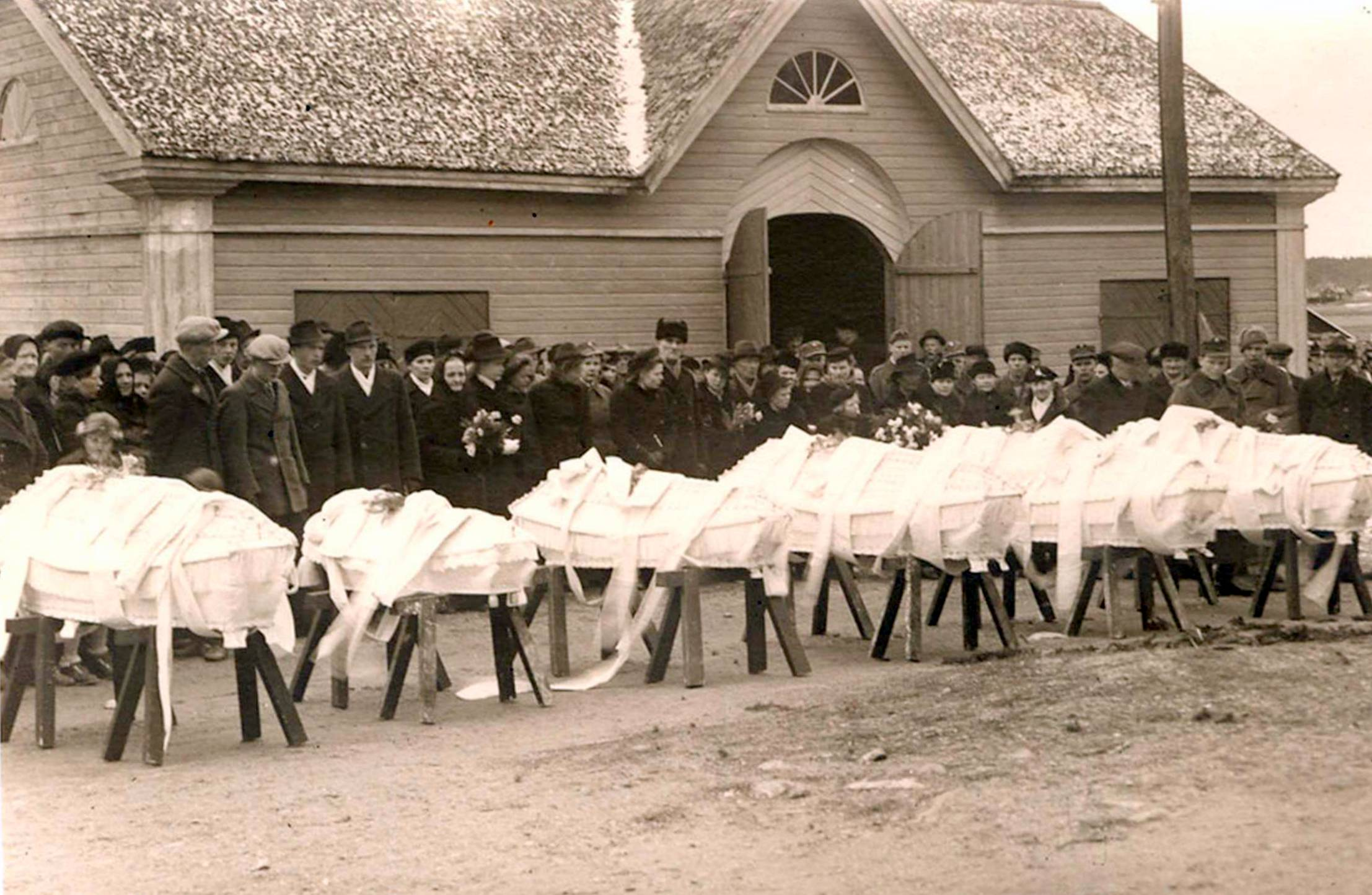
Похороны убитых 4 апреля 1943 года

В сентябре 1942 года Кольонена переводят из центральной тюрьмы Риихимяки в тюрьму в Хуйттинене. Заранее Кольонен планирует побег и это ему удаётся. В конце марта 1943 года он бежит с лесоразработок с помощью двоих недавно освободившихся сокамерников.
Через два дня после побега, рано утром, голодный и замерзший, он вламывается в дом Хаканененов в деревне Кархиниеми. Его хозяин прошлым вечером выгнал Кольонена, когда тот попросился на ночлег. Но в этот раз, Кольонен вооруженный топором, прошёл на кухню и взял с шеста хлеб (в западной Финляндии плоские лепешки хлеба с дыркой посередине хранят в сушеном виде на горизонтальном шесте над печью). Вошедший хозяин Калле Хаканен застал его врасплох. Кольонен убил его топором и после короткой стычки жену Калле, Анну. Затем он направился в хлев и зарубил работавшую там дочь Анны. Вернувшись в дом, он зарубил плакавших в постелях детей, 6 и 11 лет. Выходя из дома он столкнулся в дверях с пришедшей из соседнего дома Анной Мякинен, которую тут же убил топором. Из семьи Хаканен в живых остался лишь бывший на фронте старший сын. Командование отправило его с фронта домой. Случай получил широкую огласку — в похоронах жертв участвовало около 4000 человек из разных частей страны, в большинстве своём совершенно посторонние люди.
После убийства Кольонен скрылся на украденом велосипеде через Ваммала до Тампере и оттуда с неким человеком в Валкеакоски. Его бегство, во время которого он начал тяжело сожалеть о содеянном, длилось почти две недели. Ищущий одного дезертира патруль полиции и охранного корпуса случайно задержал Кольонена в летнем домике в Сяяксмяки.

## Приговор и казнь
19 апреля 1943 года Хуйттиненский окружной суд приговорил Кольонена за побег к году заключению; за кражу к шести годам исправительных работ строгого режима; за шесть убийств, из которых два были совершены при совершении кражи, к смертной казни за каждое из них (военное положение позволяло это); а к потере гражданских прав пожизненно. Дополнительно ему назначили выплачивать различных компенсаций жертвам на сумму 22000 марок. Обвиняемый рассматривался как вменяемый. Заседание суда продолжалось 12 часов. 
В решение суда совершенные убийства рассматривалось как чрезвычайно жестокие как исходя из количества жертв, так и потому, что двое убитых были дети. На строгость приговора повлияла отчасти и воцарившееся в общине настроение. Суд отклонил по требованию обвинителя просьбу Кольонена пройти обследование психолога. Суд округа и высший суд не изменили приговор. Охранному корпусу округа Турку было предписано привести приговор в исполниение. Двоих, помогавших в побеге Кольонена, которые никак не были связаны с убийством, приговорили к шести месяцам заключения.
Кольонен был расстрелян 21 октября 1943 года на стрельбище в Кярсямяки. Сейчас это место относится к округу Маария города Турку.
Приговор исполнила расстрельная команда охранного корпуса Турку. Вместе с Кольоненом в тот же день была расстреляна группа советских диверсантов, из-за чего и стало известно место расстрела и захоронения. В 1972 году обществом Советско-финской дружбы на месте захоронения был поставлен гранитный монумент, на котором перечислены все захороненные, кроме Кольонена. Расстрелянные названы военнопленными, что также не соответствует действительности.